# Chang: un drama d'una terra salvatge
Chang: un drama d'una terra salvatge (anglès: Chang: A Drama of the Wilderness) és una pel·lícula documental estatunidenca del 1927 que explica la vida d'un pagès pobre de Siam (l'antiga Tailàndia) i la seva lluita quotidiana per a la supervivència a la jungla. Els dos directors Merian C. Cooper i Ernest B. Schoedsack van col·laborar igualment a King Kong el 1933. Els intertítols han estat traduïts al català.

## Argument
La pel·lícula descriu la vida del pagès Kru, que s'ha de barallar constantment contra lleopards, tigres i fins i tot una horda d'elefants. Cooper i Schoedsach van intentar capturar la verdadera vida amb les seves càmeres, i van recomençar nombroses preses que van considerar que no eren perfectament adequades a la pel·lícula desitjada. El perill era real per a tots els homes i animals implicats en el rodatge. Els càmeres van filmar verdaderes matances de tigres, de lleopards i d'ossos, i l'apogeu de la pel·lícula ensenya la casa de Kru sent trepitjada per un ramat d'elefants.

## Premis
Chang va ser nominada per l'Oscar a la millor producció artística (Unique and Artistic Production) en la primera cerimònia dels Oscar el 1929 (l'únic any on aquest premi va ser atorgat).

## Producció
Va ser la darrera pel·lícula de la Famous Players-Lasky Corporation i va produïda juntament amb la Paramount Famous Lasky Corporation. Va ser rodada a Tailàndia.

## Distribució
Distribuïda per la Paramount Pictures, la pel·lícula - presentada per Jesse L. Lasky i d'Adolph Zukor - va estrenar-se Nova York el 29 abril i a les sales cinematogràfiques dels EUA el 3 de setembre de 1927. Una còpia de la pel·lícula està conservada en els arxius del Museum of Modern Art. El 2000, la pel·lícula va ser distribuïda en DVD per la Milestone Film & Vídeo.